# Глушковичі
Глушковичі (біл. Глу́шкавічы трансліт.: Hluškavičy, рос. Глушковичи) — агромістечко в Лельчицькому районі Гомельської області Білорусі. Адміністративний центр Глушковицької сільської ради.

## Географія
Глушковичі розташовані за 50 км на південний захід від м. Лельчиці, 257 км від Гомеля, 110 км від залізничної станції Житковичі, поблизу кордону з Україною. З Лельчицями Глушковичі з'єднує дорога P36. Поблизу агромістечка проходить Прикордонний рів.

### Виключні прикордонні особливості
Понад 3 кілометри єдиної дороги до населенного пункту проходять по території України. Наразі, незважаючи на військовий стан, дорога не перекривалася прикордонними органами України і є діючою.

## Історія
Згідно з письмовими джерелами Глушковичі відомі з XVI століття як село у Київському воєводстві Речі Посполитої. Після 2-го розділу Речі Посполитої (1793) Глушковичі перейшли до Російської імперії. 

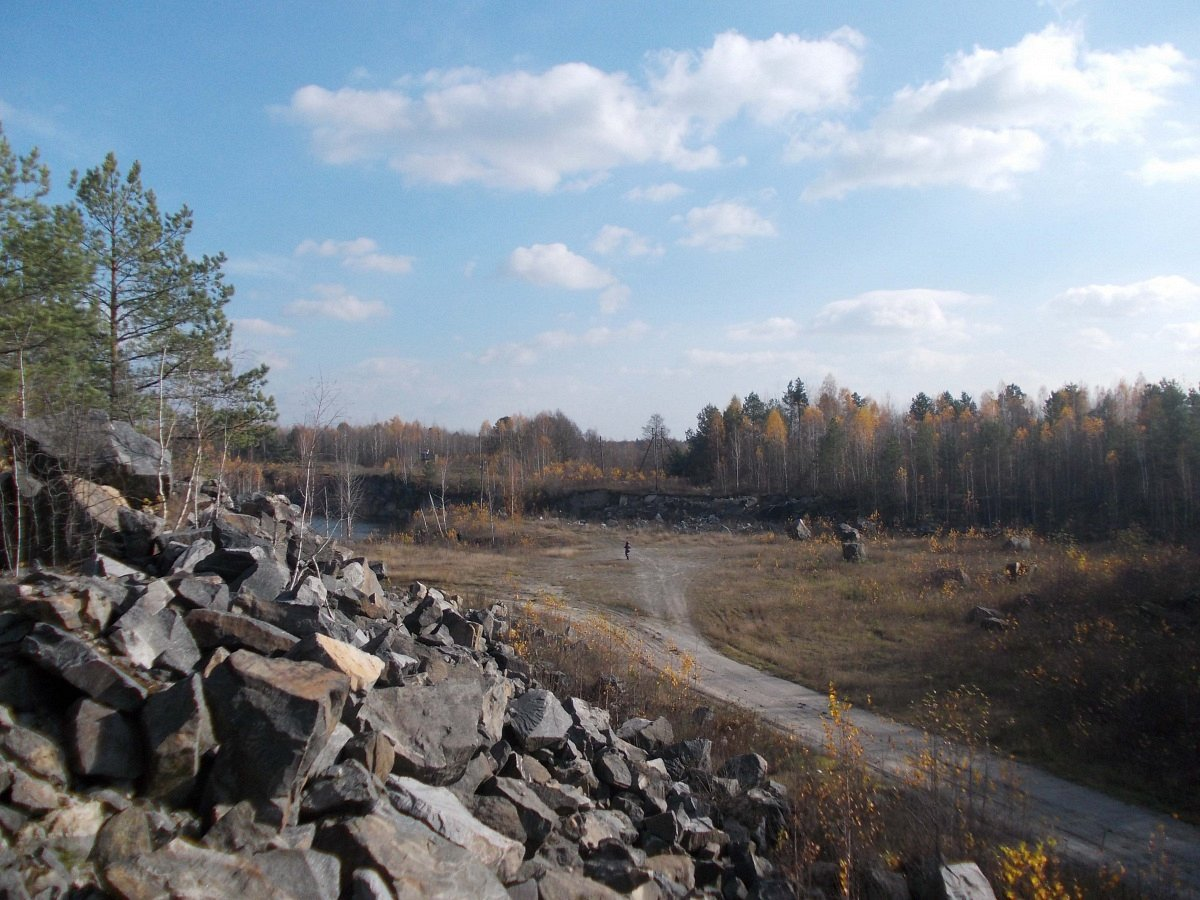
Глушковицький кар'єр

## Населення
- 1996 р . — 2367 жителів, 715 дворів[2] .

## Пам'ятні місця
- Церква Святої Трійці
- Могила жертв фашизму[2] .

## Відомі уродженці
- Швед Андрій Іванович[be](нар. 1973) — Генеральний прокурор Республіки Білорусь (з 2020 р.).
- Августин (Маркевич) (нар. 1952) — митрополит.